# 七都市物語
『七都市物語』（ななとしものがたり）は、田中芳樹のSF小説。破滅的な災害により国家体制が大規模に再編され航空技術が制限された未来世界を舞台に、都市国家間の紛争を描いている。
1994年には田中の小説を原作としたOVAが、2005年には別作者がシェアード・ワールドに基いて執筆した小説がそれぞれ発売された。

## あらすじ
西暦2088年、突如地球を襲った未曾有の大惨事“大転倒”（ポールシフト）―地軸が90度転倒し、南北両極が、それまでの赤道地帯に移動する―という事態に、地球上の人類は壊滅的な被害を受けた。
同じ年に月面都市において成立した汎人類世界政府は、西暦2091年に地上に七つの都市を建設し、地上の生存者を住まわせた。だが、月面都市の住人は新生地球人類への支配権を手にするため、地上500メートル以上を飛ぶ飛行体をすべて撃墜する「オリンポスシステム」を設置し、彼らから航空・航宙技術を取り上げてしまった。地球人類に対し絶対的な支配権を確立した汎人類世界政府だったが、西暦2136年、月面都市はこのシステムを稼動状態にしたまま、謎の疫病により滅び去ってしまった。
そして、航空技術の制限されたこの世界でも、人類は互いに領土や覇権を争い続けるのであった。そして時代は西暦2190年。七つの都市の均衡が大きく崩れようとしていた。

### 北極海戦線
前アクイロニア元首の息子で、私腹を肥やした末にニュー・キャメロットへ亡命したチャールズ・コリン・モーブリッジ・ジュニアの甘言に乗せられたニュー・キャメロット政府はアクイロニアに宣戦を布告。ケネス・ギルフォード准将の采配で、アクイロニアの主力艦隊は壊滅状態となった。新たにアクイロニアの防衛司令官となったアルマリック・アスヴァールは、河を遡上してくるニュー・キャメロット艦隊を都市部まで引き込み、橋を落として封じ込め、殲滅した。

### ポルタ・ニグレ掃滅戦
オリンポスシステムの抜け穴である高度500メートル以下を飛行するヘリコプターによる空中機甲師団を設立したブエノス・ゾンデの執政官エゴン・ラウドルップは七都市制覇の野望のために、国境を接するプリンス・ハラルドへ宣戦を布告した。
一方で迎え撃つプリンス・ハラルド軍は参謀長ユーリー・クルガンの段階的戦術を容れた指揮官カレル・シュタミッツによって、補給線を限界まで引き延ばした後、戦車部隊6000台、1万5千人の兵を囮として、ブエノス・ゾンデ軍を消耗させる。同時に補給線の中継地を破壊する事で、ブエノス・ゾンデ軍の補給を事実上断つことに成功する。更に、ポルタ・ニグレと呼ばれる渓谷にプリンス・ハラルド軍が大規模の補給物資集積所を建設したとの情報を流し、ブエノス・ゾンデ軍を渓谷に誘い込む。補給物資と思われたものは炭塵であり、これを爆破し、峡谷を爆炎で覆い尽くすと、渓谷から脱げだすブエノス・ゾンデ軍に背後から一方的な砲撃を加えた。空中機甲師団も粉塵爆発による爆炎を逃れるために上昇したところ、衛星軌道上からオリンポスシステムに狙撃され壊滅した。

### ペルー海峡攻防戦
ポルタ・ニグレ掃滅戦から生き残ったエゴン・ラウドルップは、ブエノス・ゾンデに帰還後、戒厳令を発令、従兄アンケルを始めとする１万人余りの市民を処刑する恐怖政治を敷き2年が過ぎた。この「七都市共通の政治理念である民主主義を脅かす行為」と「ブエノス・ゾンデ市民を独裁者から解放する」を大義名分に六都市は大同盟軍を結成、遠征を決定するが問題も山積みだった。その中でも致命的だったのが、指揮権が六都市代表の指揮官達による合議制であった。指揮官６名の内、ＡＡＡ、ギルフォード、クルガンの３名はこの時点で遠征の失敗を確信、最小限の損害で撤退することに腐心していた。一方でブエノス・ゾンデ防衛の指揮官ギュンター・ノルト将軍も、この欠陥を看破し、徹底した防衛による持久戦に持ち込む。
大同盟軍は上陸に成功、後はカルデナス丘陵という高地一つを制圧すれば勝利するのだが、重要度はノルトも承知しており、ブエノス・ゾンデ軍の抵抗は苛烈になる当然で、制圧は可能だが損害も比例して大きくなる、損害を被りたくない各軍による押し付け合いが始まり、戦線も停滞する。結果として指揮官３名のサボタージュと残り３名の内、１人は負傷、１人は戦死。各軍の全く取れていない連携、悪天候により途絶えがちな補給と冬の寒さと飢えによる兵士の死者続出、自分達の置かれた状況が各都市政府の利権争いによるものだと気付いていた兵士達の不満と怒りが暴発寸前状態。利権の配分の事しか考えていない各市政府と損失を最小限に抑えたい各指揮官達との水面下での対立。こういった要因が重なり、大同盟軍は次第に損耗、遂に撤退する。
大同盟軍に勝利した功績を讃えるために訪れたエゴン・ラウドルップをこの機を窺っていたノルトは妻の仇として射殺する。ノルトの思惑とは逆に彼を新たな英雄として祭りあげようとするブエノス・ゾンデ市民に嫌悪と恐怖を感じたノルトはアクイロニアに亡命する。

### ジャスモード会戦
アクイロニアへと亡命したギュンター・ノルトだったが、アクイロニア政府の厚遇ぶりに嫌気が刺し、アルマリック・アスヴァールの薦めもあって、リュウ・ウェイを頼ってタデメッカに亡命する。
その前後、タデメッカとサンダラー間のレアメタル鉱床を所有していたフバイル･アル･ハッサンは、タデメッカとサンダラーの二重国籍を持っていて、たくみに税金逃れをしていた。だが彼が急死し、莫大な財産と鉱床が残ったことで、タデメッカとサンダラーは互いに財産の所有権を主張。開戦に至る。
タデメッカ政府はリュウ・ウェイを通じてギュンター・ノルトに迎撃の指揮を要請する。承諾したノルトはジャスモード平原に陣地を構築、サンダラー軍を迎え撃つ。

### ブエノス・ゾンデ再攻略戦
エゴン・ラウドルップの死後、ブエノス・ゾンデは「蝶ネクタイ党」と「黒リボン党」という2つの政党によるテロの応酬で内乱状態となっていた。そこにたどりついたチャールズ・コリン・モーブリッジ・ジュニアは2つの政党を押し退け、第三の勢力となりつつあった。それぞれの政党が、アクイロニアとニュー・キャメロットに救援を求めたことから、アルマリック・アスヴァールとケネス・ギルフォードが軍を率いて派遣され、ブエノス・ゾンデ市民を戦火から救うという名目でプリンス・ハラルドもユーリー・クルガンを派兵する。

## 七都市
都市の順番は「北極海戦線」冒頭の紹介順。
アクイロニア
シベリア、レナ川中流の平野に築かれた都市。
プリンス・ハラルド
南極大陸に建造された都市。“大転倒”によってかつて表面を覆っていた氷が溶けたことによって、そこに埋蔵されていた豊富な資源を得、繁栄した。
タデメッカ
アフリカ大陸、ニジェール川沿いに造られた都市。気候が変動したため、かつてのサハラ砂漠は亜熱帯性の草原に変わっている。
クンロン
チベット高原にある都市。地殻変動によって標高2,000メートルほどの高さに下がっている。
ブエノス・ゾンデ
旧地図でいう南アメリカ北部に建造された都市。アマゾン熱帯雨林が海没して、「アマゾン海」となっており、太平洋と大西洋（アマゾン海）との地峡部に設立されている。四方を険しいアンデス山脈と狭い海峡で囲われており、海上に点在する島には砲台が設置されているなど、難攻不落の城砦となっている。
ニュー・キャメロット
グレートブリテン島中央部。北極海の覇権掌握を目指している。
サンダラー
旧地図でいうボルネオ島東部。新たな北極海と南極海の間に位置し、海上貿易によって栄えている。

## 主な登場人物
年齢・階級・所属都市などは初出時のもの。

### アクイロニア
アルマリック・アスヴァール
28歳独身。登場当初の階級は大佐。周囲からは「A・A（ダブルエー）」と呼ばれている。医学生のころに学費を稼ぐアルバイトとして軍の衛生兵をしていたが、クンロン軍との戦闘中に負傷した中隊長に代わって部隊の指揮を執り脱出に成功したことがきっかけとなり軍人に転向。以降、戦場で武勲を重ねていく。癖のある言動と士官学校出身ではないため上官や同僚からの評判は悪いが、部下からは尊敬を集めている。地図を見るのが趣味であり、一度も行ったことのない土地でも、地図を基に作戦立案と指揮を執れると豪語する優れた地理感覚の持ち主。また、ジグソーパズルが好きで、リュウ・ウェイとはその縁で友人になった。
ニュー・キャメロット軍の侵攻に際し、リュウ・ウェイの推薦により市防衛司令官に任命され、同時に准将に昇進する。ニュー・キャメロット軍を撃退した後は、その功績により少将に昇進し市防衛局次長に任命される。また、これ以降その武名を賞して「AAA（トリプルエー＝アルマリック・アスヴァール・オブ・アクイロニア）」と呼ばれるようになる。
西暦2192年には中将に昇進し装甲野戦軍司令官を兼務してブエノス・ゾンデ攻略戦に参加するが、六都市による大同盟軍の欠陥を察知し、戦闘にほとんど参加せず自軍の温存に努めた。西暦2193年のブエノス・ゾンデ再攻略戦には再び司令官として参加。進撃を続けるが蝶ネクタイ党軍に苦戦し、さらにニュー・キャメロット軍が迫っていることを知り、リュウの助言を容れ、ギルフォード、クルガンらと「サンラファエル秘密協約」を結びブエノス・ゾンデの分割占領を行う。
ニコラス・ブルーム
33歳。モーブリッジ長期政権に嫌気の差した市民により元首に選出される。アクイロニア政界の名門出身で哲学博士の学位を持ち、政治家になる以前はジャーナリストや学者をしていた。政治姿勢としては全員を満足させようとして全員に不満を抱かせる傾向がある。また、他人の功績をねたみ、自身の権力を奪われることに異常なまでの恐怖を感じており、友人のリュウ・ウェイを頼りにしつつも、その才能を恐れている。
特にアニメ版では、ニュー・キャメロット軍を敗北させた後、リュウの逮捕命令を出している。
リュウ・ウェイ
31歳。花畑を所有する園芸家だったが、園芸家組合でのトラブル処理能力を買われ、立法議会議員に選出されてしまう。ブルームとは友人であり、かつ彼の参謀役でもある。ジグソーパズルが趣味で、その縁でアスヴァールと友人になった。
ニュー・キャメロット軍のアクイロニア侵攻に際してアスヴァールを迎撃指揮官に推薦し、ニュー・キャメロットへの牽制のため、特使としてクンロンに赴き中立を約束させる。ブルームの人間性を熟知しており、戦後は粛清を避けるため姪のマリーンと共にタデメッカに移住しオレンジ農園を経営する。３年後、デイビスからサンダラー軍への侵攻の知らせが来た際、ギュンター・ノルトに自由裁量権を認めるよう働き掛ける。
タデメッカへ亡命後もアスヴァールとの交流は続けており、農園で採れた作物を送っている。アスヴァールからは「トマト通信」と呼ばれ、アスヴァールへの助言も併せて送っている。
アニメ版では「オリンポスシステム」を無効化する研究を行っており、その研究をブルームに感付かれたため、アクイロニアを脱出する。
小説の挿絵やアニメ版では整った髪形で、髪の色も薄め（小説では具体的描写が無いが、アニメ版では濃い目の茶髪）に描写されているのに対し、フクダイクミの漫画版ではボサボサの黒髪になっている。星野之宣の漫画「七都市物語 ペルー海峡攻防戦・外伝」ではやや癖のあるベタ塗り無しの髪となっている。
マリーン
15歳。リュウ・ウェイの姪。リュウの姉の夫の連れ子であるため血のつながりはない。両親の事故死後、リュウに引き取られ一緒に暮らしている。
ボスウェル
正規軍中佐。ニュー・キャメロット軍侵攻時の作戦会議の席で唯一アスヴァールの作戦に賛同する。戦後、大佐に昇進しアスヴァールの高級副官に任命される。
マディソン
正規軍少将。レナ河口に展開する外洋艦隊の指揮を執るが、ギルフォードの奇策に陥り戦死する。
アニメ版では、序列を笠に着てアスヴァールを見下す傲慢な人物として描写されている。
チャールズ・コリン・モーブリッジ
元アクイロニア元首。幾度かの軍事的・外交的危機を処理し、官僚組織を改革するなど辣腕を発揮し市民の人気を集め、5期25年に渡って元首を務めた。晩年は息子に元首職を世襲させ「モーブリッジ王朝」を築くことを夢見たが、任期満了の90日前に急性脳出血で死亡した。
死亡した当日には、自身の引退と息子の元首選出馬を表明する会見が予定されていた。

### プリンス・ハラルド
カレル・シュタミッツ
31歳。国防軍大佐。総司令部作戦参謀班所属。長身細身の身体で手足が長いため「蜘蛛男爵」というあだ名を付けられた。マレンツィオのパーティーの日は妻の出産予定日だったため欠席する。そのため「集団食中毒で入院した総司令部の幕僚の中で唯一難を免れた」という理由から総司令官代理に任命され、ブエノス・ゾンデ軍迎撃の指揮を執ると同時に三つ子の父親になる。温厚な人柄のため同僚や部下からの人望は厚いが、戦術家としては凡庸。本人も自覚しており、そのため、冷遇されていたユーリー・クルガンを戦術指揮官として登用、自身はクルガンと政府のパイプ役に徹し、クルガンの才能が発揮できる環境作りに終始する。その甲斐あって、ブエノス・ゾンデ軍を撃退した後は正式に総司令官（中将）に任命される。
西暦2193年のブエノス・ゾンデ再攻略戦に参加した際には三都市軍の司令官の中で最年長だったため、各軍の調整役と戦後処理を担当する。
ユーリー・クルガン
29歳。国防軍中佐。AAAとギルフォードに匹敵する天才型の陸戦指揮官。しかし、天才型の人間にありがちな排他的な面が強過ぎて、上司や同僚はもちろん、部下からも嫌われている。ブエノス・ゾンデ軍侵攻の際、シュタミッツによって急遽参謀長に任命され、迎撃の実質的な指揮を執ることになる。
ブエノス・ゾンデ攻略戦ではシュタミッツの推薦で総司令官代理（中将）として参加するが、戦闘に参加する気は全く無く、自軍の温存に努めた。西暦2193年のブエノス・ゾンデ再攻略戦にはシュタミッツと共に参加。アスヴァール、ギルフォードの両将と戦うことの不利を感じ「サンラファエル秘密協約」に同意する。
初登場時は既婚者であったが、ブエノス・ゾンデ軍侵攻の間に離婚が成立する。
チェーザレ・マレンツィオ
国防軍大将。国防軍総司令官。大将就任祝いと総司令部の顔合わせを兼ねて自宅でパーティーを開いた際、妻の作ったゼリーサラダが原因で食中毒を起こしてしまい、パーティーの参加者ともども緊急入院してしまう。

### タデメッカ
ギイ・レイニエール
中将。ブエノス・ゾンデ攻略戦に第二混成軍団司令官として参加。六都市軍の将軍の中で最年長の50代であるため、作戦会議のまとめ役をしているが、互いが互いを牽制し合っている状態のため、あまりその役目を果たしていない。カルデナス丘陵の戦闘でブエノス・ゾンデ軍の猛攻を受け全治3週間の重傷を負う。
ノースロップ・デイビス
立法議会議員。タデメッカ政界の有力者で、リュウにノルトの生活を保障するよう頼まれる。サンダラーとの戦争に際し、ノルトに防衛の指揮を任せた。
フバイシュ・アル・ハッサン
タデメッカとサンダラーの二重市民権を持つ実業家。節税のために会社登録地や住民登録地を頻繁に変え税務署を煙に巻いていたが、会社の登録地を変更中に急死。その莫大な遺産の所有を巡り、両都市間の戦争の火種となってしまう。
星野之宣の漫画「七都市物語 ペルー海峡攻防戦・外伝」では主要人物として登場する。エゴン・ラウドルップやチャールズ・コリン・モーブリッジ・ジュニアに“大転倒”で沈没したアメリカ合衆国の潜水艦に搭載されている核弾頭付き巡航ミサイル（低空飛行するためオリンポスシステムによって迎撃されることはない）を売りつけようと接触する。また、その死因も描かれる。

### クンロン
クズネック
クンロン副総裁。特使として訪れたリュウの交渉相手を務めるが交渉の主導権をリュウに握られてしまい、なす術も無くリュウの要求を受け入れる。
セサール・ラウル・コントレラス
中将。機械化狙撃部隊司令官としてブエノス・ゾンデ攻略戦に参加。任務に忠実なあまり損害を出し続け、戦闘に全く参加しないアスヴァール、ギルフォード、クルガンに不満を感じている。ノルトの罠にはまり、敵陣深く誘いこまれて反撃を受け戦死した。

### ブエノス・ゾンデ
エゴン・ラウドルップ
33歳。ブエノス・ゾンデ執政官。軍人だったころに2度のクーデターを阻止して市民の人気を集め政治家に転身。大小20の小政党を糾合した国家民主党を組織し、西暦2188年に同市史上最年少の31歳で執政官に就任する。それ以降は権力の独占を推し進め、ラウドルップ一族による独裁体制を敷いている。
豊富な地下資源を持つ南極大陸の支配を目論みプリンス・ハラルドへの武力侵攻を行うが、補給を軽視した作戦行動を採った挙句、クルガンの策にはまり大敗してしまう。帰国後は立法議会を解散し、戒厳令を布告。権力を維持するために反政府勢力への大規模な粛清を始める。その恐怖政治が六都市による大同盟軍結成への大義名分を作ったばかりか、侵攻に対処するべき人材をも一掃してしまったため、無名だったノルトを管区司令官に任じ防衛に当たらせる。六都市大同盟軍が撤退した後、ノルトを称賛しにカルデナス丘陵を訪れたが、この機会を窺っていたノルトに妻の仇として射殺された。
自らが民衆にどう映っているかを常に意識し、民衆が望むままの「指導者」を演じることに精力を注ぎ、民衆から絶大な人気を集めるポピュリズム政治家の典型とも言える人物。
ギュンター・ノルト
29歳。初登場時での階級は中佐。射撃大会ではゴールドメダリストだったが、演習中の事故で左足首を装甲車にひき潰されてしまい、以後は松葉杖を使用している。愛妻家で妻コルネーリアとは死別。その原因の一端を担ったラウドルップとラウドルップを支持する「民衆」を妻の仇として憎悪している。
事故後デスクワークに従事していたが、六都市大同盟軍の侵攻に際し、前述の理由による著しい人材不足から少将に昇進、北部管区司令官に任命され、ペルー海峡防衛の指揮を執る。各指揮官達の不仲と地の利を最大限に生かした防御に徹し、大同盟軍を心身共に消耗させ撤退させる戦術に終始する。その功績を認められ、戦時中に中将に昇進、ブエノス・ゾンデ軍防衛総司令官に任命される。六都市大同盟軍を撤退させた後、その労を讃えるために訪れたラウドルップを射殺。自身もその場で反逆罪として銃殺されることを望んだが、逆に英雄扱いされ新たな指導者として自分を祭り上げようとする「民衆」には憎悪から嫌悪と恐怖に転じ、アクイロニアに逃亡(亡命)する。
アクイロニアではAAAの部下として滞在するが、今度は自分を政治利用しようとするブルームら政治家の態度に嫌気がさし、AAAにリュウへの紹介状をもらいタデメッカに亡命。リュウ、マリーンの農園に居候として滞在する。二人との初対面では農業に興味はないと答えながらも、農園での生活に充足感を得たのか、妻の死後、陰気な毒舌家だった性格も少しずつ改善されていった矢先。タデメッカ政府から侵攻中のサンダラー軍に対する臨時戦略顧問（とは名ばかりの実戦指揮官）就任の要請を受ける。今更、他市へ亡命しても同じような運命しか巡ってこない諦観と指揮を全権自身へ委ねるよう最大限便宜を図ってくれたリュウへの義理もあり承諾。前回同様、息の長い防御でサンダラー軍を撤退させる。戦後は再びリュウの農園に戻った。
指揮官としての能力は、独創性は無く型通りの事しかしないが、それ故に必要な事は全て手抜かりなく行う堅実さと、変化する戦況に過不足無く対処できる柔軟性を兼ね備えている。ペルー海峡では「(AAA・ギルフォード・クルガンに対し)１対１では勝ち目は無い」やジャスモードでは「この地形では誰でも同じ布陣をする」といった発言からもわかるように、自らの実力を卑下すらしているが、大同盟軍侵攻の際、戦力差と不仲とはいえ各指揮官個人は有能揃いである事から、何度も危険な局面は有ったにもかかわらず、全て防ぎきった手腕、ゲネス・ギルフォードと直接対峙しながらも生還できた強運。皮肉屋のAAAも「忌々しいほど有能」「リュウ・ウェイと本気で協力すれば世界征服も夢ではない」と言わしめたことからも、一流の将帥が認める陸戦指揮官である。
アンケル・ラウドルップ
エゴン・ラウドルップの従兄。政治的野心とは無縁の人物だったが、ラウドルップ一族という理由で強引に立法議会議員にされてしまう。エゴンの独裁を危険視しており、ことあるごとにその危険性を訴えていたが、ラウドルップ一族・野党・市民のいずれからも相手にされず、議会を除名され、反逆罪・国家元首侮辱罪・情報管理法違反の容疑で政治犯収容所に収監されてしまう。その後、プリンス・ハラルド攻略に失敗したエゴンの始めた粛清の第1号として処刑された。
コルネーリア・ノルト
ギュンター・ノルトの妻。夫が脚を負傷した際にはラウドルップに直訴状を送り、解雇されないように努めた。西暦2191年に急性脳出血で倒れ、病院に搬送される途中、ラウドルップのパレードで道路が通行止めになっていたため病院にたどり着けず死亡した。

### ニュー・キャメロット
ケネス・ギルフォード
29歳。准将。ニュー・キャメロット政府幹部。口調は礼儀正しく、礼節を弁えてはいるが、誰に対しても容赦ない発言をするため、政治家や軍上層部からは煙たがられているが、用兵家としては尊敬されており、特に小型舟艇による機動戦に定評があり、若くして准将の階級を得ている。「軍事は政治に従属する」という考えを持っており、無謀な出兵を繰り返す政治家に嫌悪感を抱いているが渋々従っている。
モーブリッジ・ジュニアの軍事技術顧問としてアクイロニア侵攻に参加するが本人は心底乗り気ではなく、レナ河口でマディソンの主力艦隊を破った後は母都市に侵攻するタデメッカ軍を迎撃するために、さっさと撤退してしまう。戦後、功績を認められ軍司令官代理に任命される。西暦2192年には中将に昇進し水陸両用部隊司令官に任命され、六都市大同盟軍の指揮官の1人としてブエノス・ゾンデ攻略戦に参加するが、アスヴァール同様に大同盟軍の欠陥を察知し、戦闘にほとんど参加せず自軍の温存に努めた。西暦2193年のブエノス・ゾンデ再攻略戦に参加した際には「サンラファエル秘密協約」に同意し、ブエノス・ゾンデの分割占領を行う。
チャールズ・コリン・モーブリッジ・ジュニア
元アクイロニア元首チャールズ・コリン・モーブリッジの息子。周囲からは「元首のご子息」と呼ばれている。父の政権で首席秘書官・副元首を務め、ゆくゆくは「モーブリッジ王朝」の2代目として元首に就任するはずだったが、父の急死によって目論見が外れてしまい、選挙でブルームに敗北してしまう。その後、副元首時代に行っていた公金横領（本人曰く「借り出しただけ」）が発覚したため、ニュー・キャメロットへの亡命を余儀なくされる。1年後、ニュー・キャメロット政府と交渉の末にアクイロニアへの武力干渉の約束を取り付け、自ら総司令官としてアクイロニアに侵攻するがアスヴァールの作戦にはまり敗れる。
敗戦後は行方不明になっていたが、西暦2193年、ラウドルップを喪って混乱が続くブエノス・ゾンデに突如姿を現し、蝶ネクタイ党・黒リボン党を上回る一大政治勢力を築き上げ政権奪取を図る。しかし、アクイロニア、ニュー・キャメロット、プリンス・ハラルドの三都市軍による武力干渉を受け敗北。再び逃亡するが、下水道に身を潜めていたところを発見され拘束される。その後、アクイロニアに送還され裁判を受けることになる。
巧言令色を用いる野心家だが、政治基盤のないニュー・キャメロットから武力干渉の約束を取り付けたり、ブエノス・ゾンデで政権奪取を狙える程の政治勢力を築き上げるなど、決して無能な政治家ではない。また、アクイロニア侵攻の際には居並ぶ将軍たちを唸らせるほどの作戦を立案するなど、ある程度の軍事的才能も備えている。
シャン・ロン
少将。モーブリッジ・ジュニアの軍事技術顧問としてアクイロニア侵攻に参加するが、アスヴァールの作戦にはまり敗北し捕虜となる。歴戦の将軍として周囲から一目置かれており、アスヴァールやギルフォードからも敬意を払われる人物。
チェンバレン
アニメ版オリジナルキャラクター。ギルフォードの副官を務める女性士官。身を呈してギルフォードを守ろうとする気丈な人物。

### サンダラー
ワン・シュー
サンダラー市長。市立大学教育学部の教授と附属幼稚園の園長を務めていたことがあり、周囲から「園長先生」と呼ばれている。ブエノス・ゾンデとプリンス・ハラルドの軍事衝突に介入しようとするヨーク・ゴールドウィン軍務長官の進言を、「市民が納得しない」として却下した。西暦2191年4月に引退した。
ヘンドリック・セイヤーズ
ワン・シューの後任のサンダラー市長。ジャスモード会戦後の和平交渉のためタデメッカを訪問する。交渉の席ではひたすら弁明に終始した。
バハーズル・シャストリ
中将。サンダラー軍副司令官。ブエノス・ゾンデ攻略戦ではサンダラー軍を指揮したが、大損害を被り撤退する。その後の、ジャスモード会戦では、辛酸をなめさせられたノルトへの雪辱を果たすため指揮を執るが、そのノルトが仕掛けた初歩の謀略に見事にはまり、無線を禁じたことから始まった苦戦を強いられた挙句、命令の伝達ミスによって侵攻部隊が壊滅し、敗北した。

## 小説

### 七都市物語
『SFマガジン』に不定期掲載され、1990年3月に早川書房から文庫として発売された。文庫の表紙画、挿画は小林智美。
収録作品は次の通り。かっこ内は発表年。
1. 北極海戦線（1986年）
2. ポルタ・ニグレ掃滅戦
3. ペルー海峡攻防戦（1987年）
4. ジャスモード会戦（1989年）
5. ブエノス・ゾンデ再攻略戦

ISBN 4-15-030317-7
2017年には同じくハヤカワ文庫にて新版（ISBN 978-4-15-031302-9）が発行されており、上記5作品以外に田中芳樹読本から追加収録した「［帰還者亭〈リターナーズ〉］事件」と、森岡浩之の書き下ろし解説が収録されている。

### 『七都市物語』シェアードワールズ
2005年に徳間書店のトクマノベルズから刊行。シェアード・ワールドという方式がとられている。
刊行に当たり、原作者の許可を得て年代がハヤカワ版より200年未来になったほか、一部の地名や地形が変更された。例えば、ハヤカワ版でブエノス・ゾンデ市が面していたペルー海峡はグアヤキル海峡に改名され、位置が現在のエクアドル付近になっている。ただし、収録作品はハヤカワ版の設定を元に執筆されている。
収録されている執筆作家名と短編名は以下の通り。
- 小川一水 - 「ジブラルタル攻防戦」
- 森福都 - 「シーオブクレバネス号遭難秘話」
- 横山信義 - 「オーシャンゴースト」
- 羅門祐人 - 「もしも歴史に…」

- トクマノベルズ版：2005年4月16日発売 ISBN 4-19-850662-0
- 徳間文庫版：2011年5月7日発売 ISBN 978-4-19-893360-9

### 田中芳樹読本
1994年9月に早川書房から発売された副読本。ISBN 4-15-207874-X
- 梶尾真治のパロディ「アンナプルナ平原壊滅戦」（イラスト：小島文美）
- 田中芳樹の書き下ろし「［帰還者亭〈リターナーズ〉］事件」（イラスト：小林智美）
- 星野之宣の漫画「ペルー海峡攻防戦・外伝」

が収録されている。

## アニメ
1994年に全2巻のOVAとして、『七都市物語 〜北極海戦線〜』が販売された。

### 声の出演
- アルマリック・アスヴァール：山寺宏一
- ケネス・ギルフォード：大塚明夫
- リュウ・ウェイ：堀川亮
- チャールズ・コリン・モーブリッジ・ジュニア：矢尾一樹
- ニコラス・ブルーム：置鮎龍太郎
- マリーン：久川綾
- チェンバレン：井上喜久子
- マディソン将軍：曽我部和恭
- シャン・ロン将軍：梅津秀行
- ボスウェル中佐：梁田清之
- アクイロニア司令官：糸博
- アクイロニア秘書官：津久井教生
- クンロン副総裁：宇垣秀成
- ニュー・キャメロット主席：小関一
- ニュー・キャメロット郵政大臣：中村秀利
- 小形満
- 鈴木琢磨
- 園部啓一
- 永野広一

### スタッフ
- 原作：田中芳樹
- エグゼクティブプロデューサー：稲垣博司、宮下昌幸、高橋豊
- 総監督：永丘昭典
- 監督：神戸守
- 脚本：野辺朋史
- 音楽：佐藤博
- 絵コンテ：矢野博之
- キャラクター原案：小林智美
- キャラクターデザイン・作画監督：松田勝巳
- メカニックデザイン・作画監督：古賀誠
- 色彩設計：長浜由紀子（1巻）、竹内和子（2巻）
- 美術監督：河野次郎
- 撮影監督：吉田光伸
- 音響監督：山田悦司
- 制作：アニメイトフィルム、スタジオジュニオ
- 製作：ソニー・ミュージックエンタテインメント 、アミューズビデオ、ムービック

### 音楽
- 七都市物語オリジナル・サウンドトラック（1994年4月21日、SONY RECORDS（SRCL-2829））
  - 作曲 & 編曲 & キーボード & ギター & コンピュータプログラミング：佐藤博

1. BIG FALL DOWN
2. Prologue
3. "GILFORD" THEME
4. Ambitious Energy
5. "A.A." THEME
6. Fire & Ash
7. Embrace
8. Friction
9. "MARINE" THEME
10. Progression
11. Tactics
12. Fight Back
13. War Beat
14. OLYMPOS SYSTEM
15. Endless Encounter （ベース：池頼広）
16. ordinary （ボーカル：Candee/ 作詞：川村真澄/ 作曲、編曲：佐藤博/ ギター：今剛/ コーラス：藤井美保）

### リリース
- VHS（全2巻）
七都市物語 〜北極海戦線・前篇〜（1994年6月22日、VHS：SRVW1657、ソニー・ミュージックエンタテインメント）
七都市物語 〜北極海戦線・後篇〜（1994年8月21日、VHS：SRVW1676、ソニー・ミュージックエンタテインメント）
- DVD（全1巻）
七都市物語 〜北極海戦線〜（2002年12月18日発売、DVD：SVWB-7125、ソニー・ミュージックエンタテインメント）

## 漫画
上述のように『田中芳樹読本』（1994年9月に、早川書房）に星野之宣による漫画「ペルー海峡攻防戦・外伝」が掲載された。「ジャスモード会戦」の原因となった人物（フバイシュ・アル・ハッサン）が「ペルー海峡攻防戦」の時期に行っていた行動と、その死について描いている。
星野の短編集『ONE DAY IN THE LIFE OF IVAN DEJAVU』（2012年、ビッグコミックススペシャル（小学館）、ISBN 978-4091846983）に採録されている。
『ヤングマガジンサード』（講談社）2017年 Vol.5（2017年4月6日発売）から 2019年 Vol.10（2019年9月6日発売）まで連載された。フクダイクミの作画で漫画版が連載された。「北極海戦線」から「ブエノス・ゾンデ再攻略戦」まで小説版の全エピソードを漫画化している。
- 原作：田中芳樹、作画：フクダイクミ『七都市物語』講談社〈ヤンマガKCスペシャル〉、全5巻
  1. 2017年11月9日発売、ISBN 978-4-06-510317-3 - 北極海戦線
  2. 2018年5月18日発売、ISBN 978-4-06-511544-2 - ポルタ・ニグレ掃滅戦
  3. 2018年11月20日発売、ISBN 978-4-06-513554-9 - ペルー海峡攻防戦
  4. 2019年6月20日発売、ISBN 978-4-06-516128-9 - ジャスモード会戦，ブエノスゾンデ再攻略戦
  5. 2019年11月20日発売、ISBN 978-4-06-517721-1 - ブエノスゾンデ再攻略戦